# БРЕМ-К
БРЕМ-К (рос. БРЭМ-К) — радянська та російська колісна плаваюча броньована ремонтно-евакуаційна машина.

## Історія створення
БРЕМ-К розроблено у КБ Горьківського автомобільного заводу. Роботи велися під керівництвом А. Масягіна. У 1988 році було створено перший дослідний зразок, а з 1993 року машину прийнято на озброєння російської армії.

## Опис конструкції
Машина БРЕМ-К створена на базі колісного бронетранспортера БТР-80 і призначена для евакуації пошкоджених машин з-під вогню супротивника, витягування техніки, що застрягла, надання допомоги в ремонті та обслуговуванні підрозділам, на озброєнні яких перебувають бронетранспортери БТР-60П, БТР-70, БТР-80 та їх модифікації.
До складу обладнання БРЕМ-К входять:
1. Тягова лебідка;
2. ЗІП;
3. Зварювальний генератор;
4. Поворотний підйомний пристрій;
5. Упорний пристрій для закріплення машини на місцевості.

### Броньований корпус та башта
У броньовому корпусі розміщено зварювальний генератор. На коробці відбору потужності є ременний привід, через який двигуном машини приводиться в дію зварювальний генератор. На даху башти закріплено спеціальну платформу, в якій перевозиться ЗІП, крім платформи на даху також встановлена ручна лебідка та 7,62-мм кулемет ПКТ.

### Озброєння
Як основне озброєння на БРЕМ-К використовується 7,62-мм кулемет ПКТ. Боєкомплект складає 1500 набоїв.

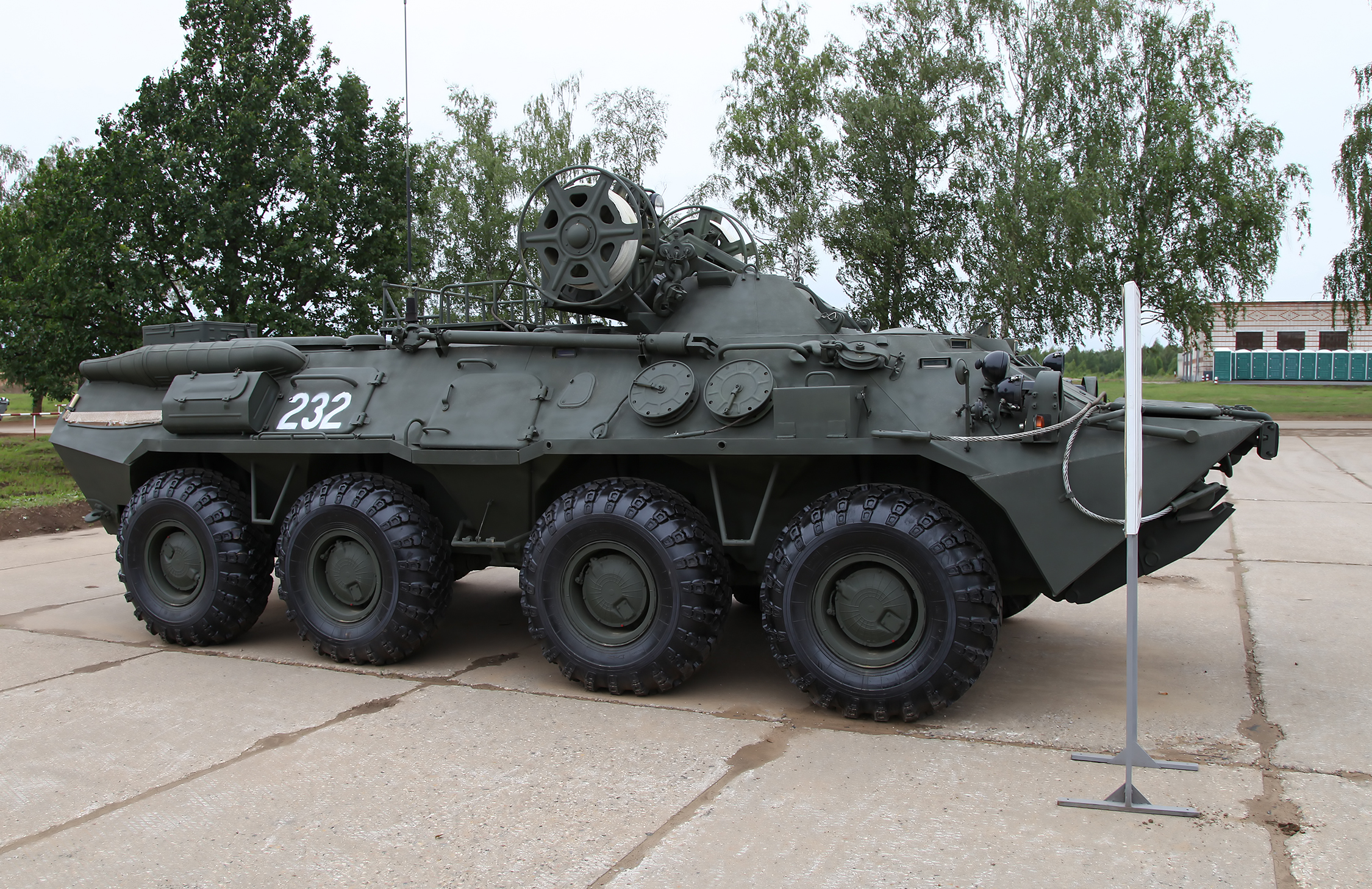
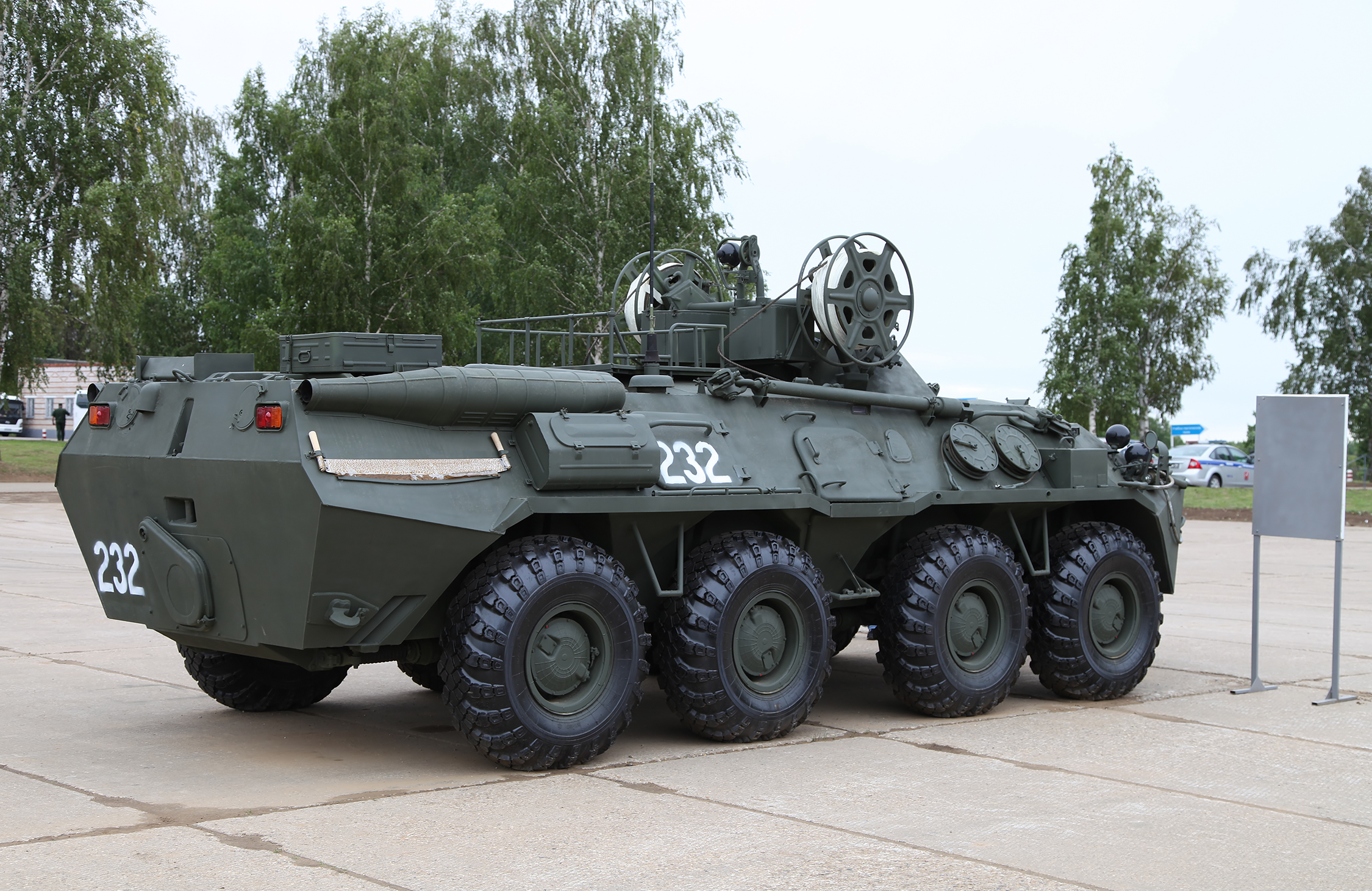
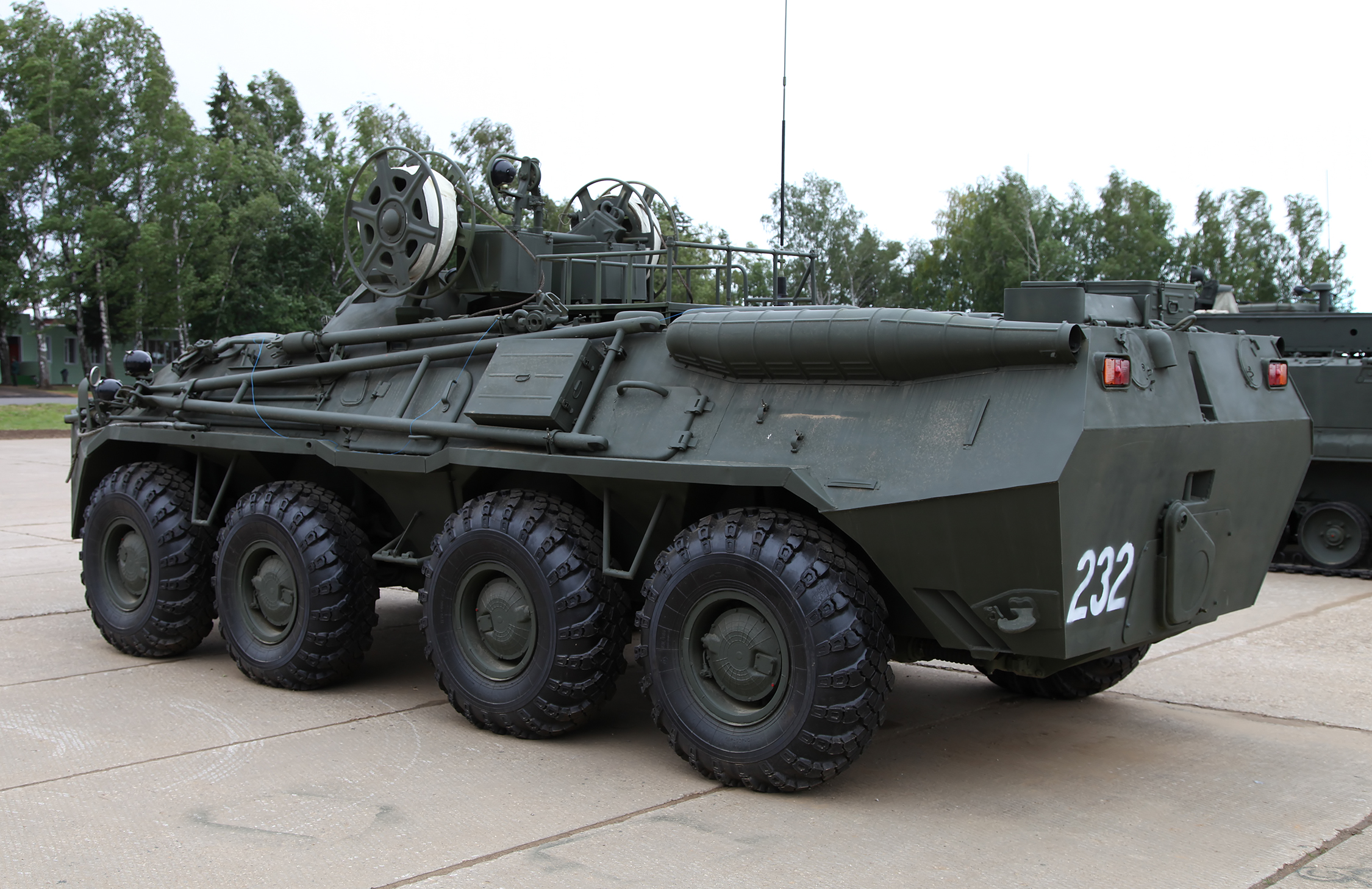
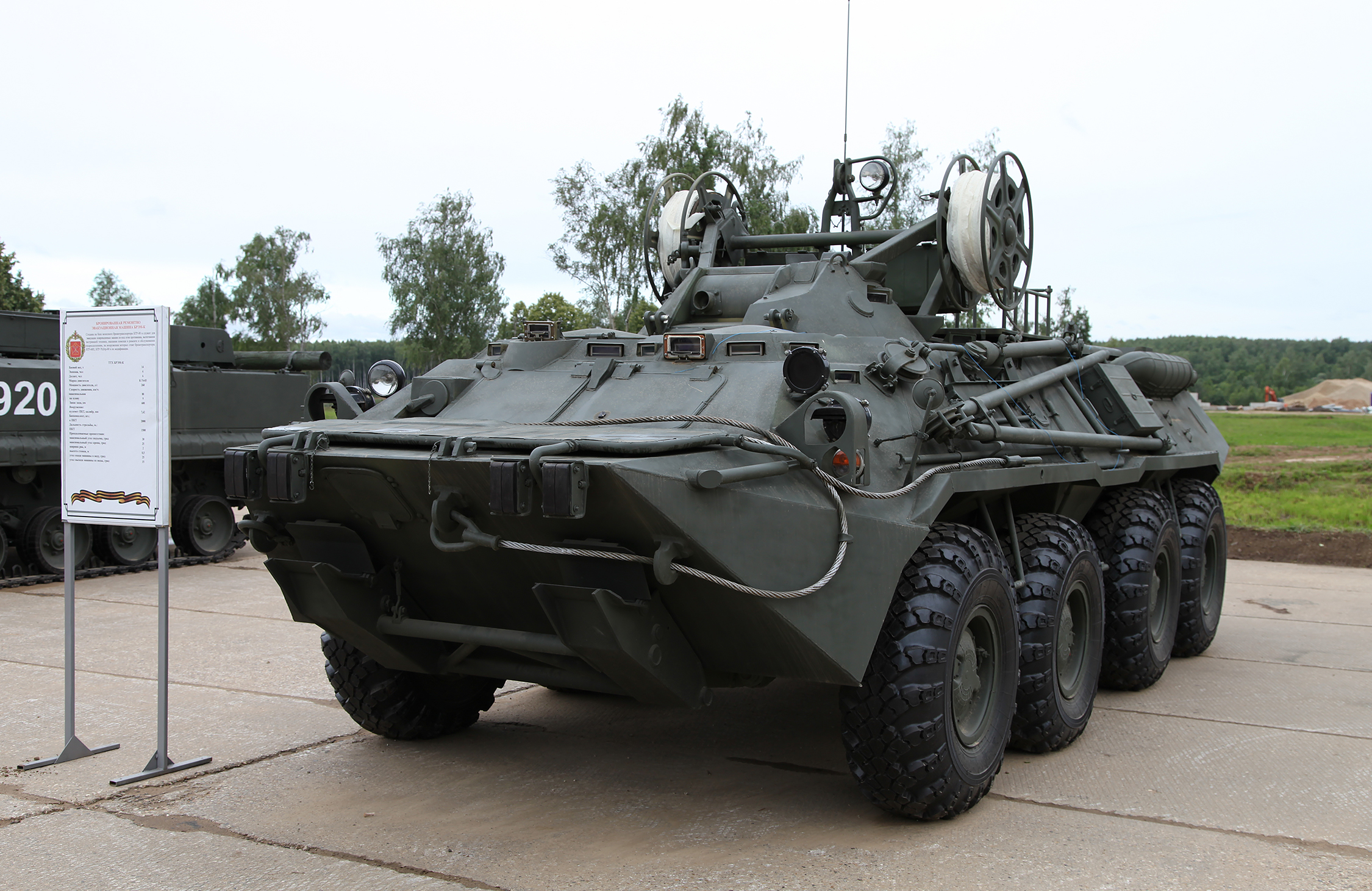
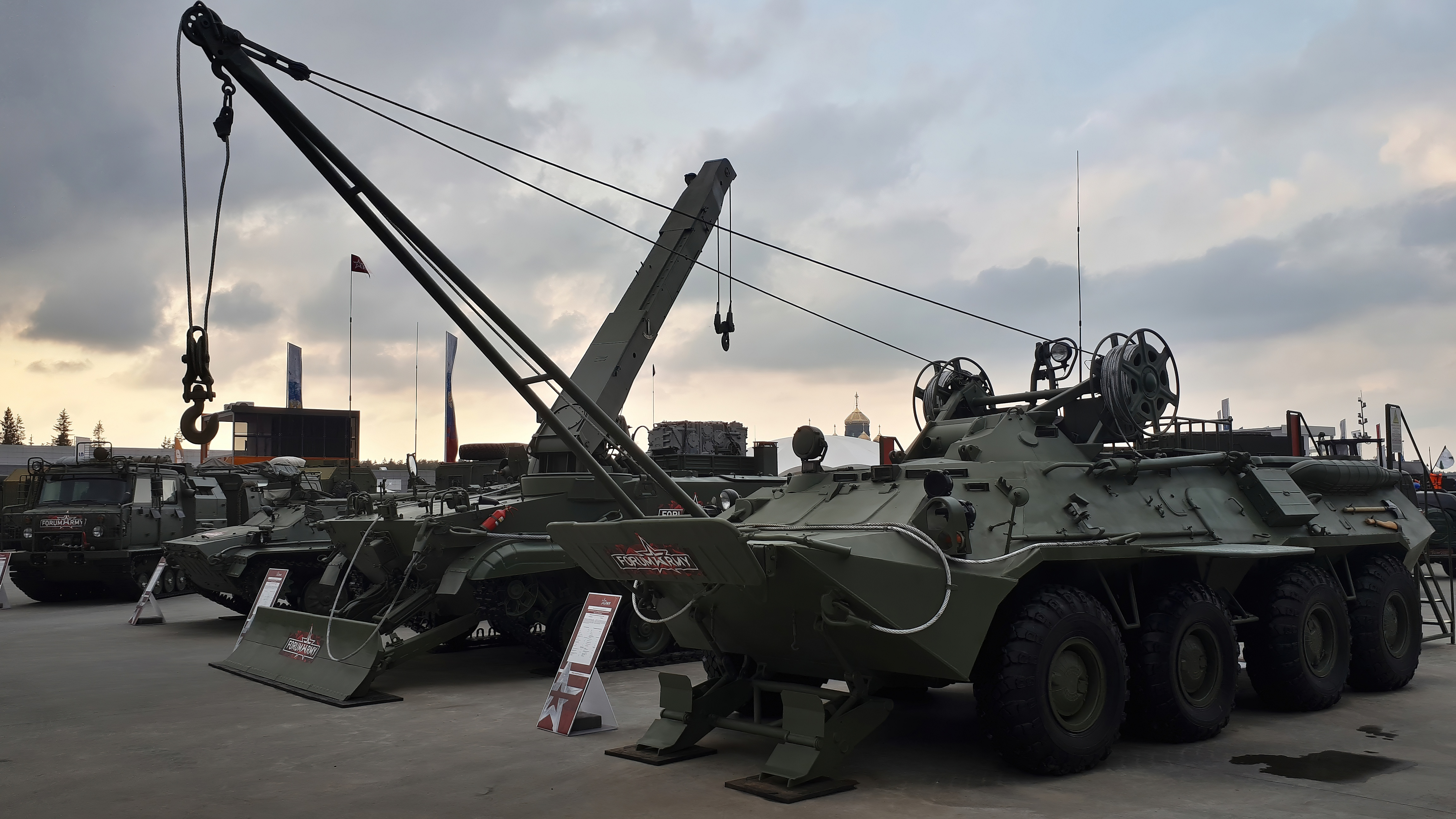

## Бойове застосування

### Російське вторгнення в Україну
У червні 2022 року стало відомо, що Збройні Сили України захопили одну машину БРЕМ-К під час відступу російських військ із аеропорту Кульбакине на околицях Миколаїва.